# Ніколо-Погост
Ніколо-Погост (рос. Николо-Погост) — село в Городецькому районі Нижньогородської області Російської Федерації.
Населення становить 101 особу. Входить до складу муніципального утворення Ніколо-Погостинська сільрада.

## Історія
Від 2009 року входить до складу муніципального утворення Ніколо-Погостинська сільрада.

## Населення
| 2002 | 2010 |
| ---- | ---- |
| 109  | ↘101 |